# Catedral de Nuestra Señora de los Pobres (Zacatecoluca)
La Catedral de Zacatecoluca, oficialmente Catedral Nuestra Señora de los Pobres, es la principal iglesia de la diócesis católica de Zacatecoluca, en la ciudad de Zacatecoluca, El Salvador.

## Historia
Cuando los españoles fundaron la ciudad, en el siglo XVI, se ubicó al oriente de la plaza central (actual plaza Cañas), sitio en el cual se ha localizado desde entonces. 
La Catedral de Zacatecoluca ha sufrido diferentes modificaciones a través del tiempo.
Originalmente fue una ermita de adobe y teja, manteniéndose así hasta ser sustituida en 1740 por otra de fachada de madera con influencias de algunos elementos de los estilos renacentista y barroco.
Esa antigua catedral estuvo en pie hasta el año 1965 y era llamada Iglesia Santa Lucia.
En 1965 comienza a ser construida la actual edificación de la Catedral de Zacatecoluca que fue finalizada en 1975 debido a atrasos por falta de fondos para su construcción.

## Diseño

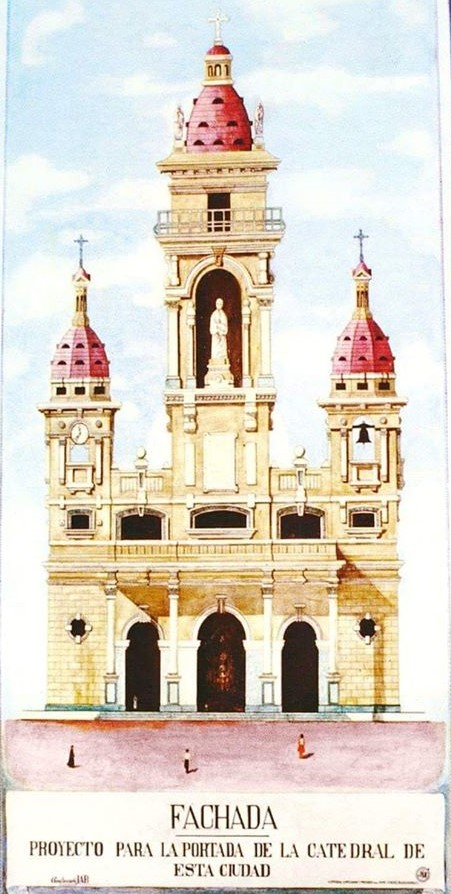
Diseño original de la fachada de la Catedral de Zacatecoluca realizado por Fray Rufino Bugitti

El diseño original para la fachada de la actual Catedral de Zacatecoluca fue hecho por Fray Rufino Bugitti.
Por los años 1963 y 1964 se conoció de este dibujo arquitectónico de la nueva fachada de la entonces Iglesia Santa Lucía de Zacatecoluca que impulsó el franciscano italiano Fray Rufino Bugitti.
Pero durante la construcción sufrió muchos cambios hasta que se finalizó con la fachada que actualmente se conoce.

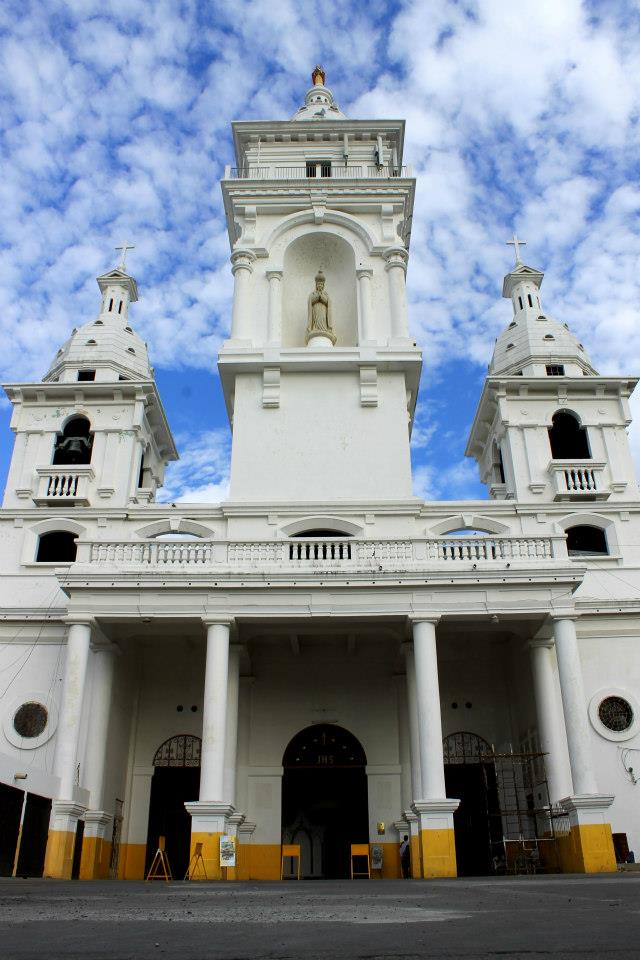
Fachada de la catedral

## Arquitectura
El edificio, de características eclécticas con tendencias renacentistas, tiene una fachada principal con una altura aproximada de 60 metros, instituyéndose como el edificio más alto y esbelto de la ciudad, además de ser templo católico o edificio eclesiástico más alto de El Salvador.
El acceso principal se ubica en la fachada poniente, esta enmarcado o enfatizado por el nártex.
El techo es una combinación de estructuras; la nave principal está constituida por una armadura de madera (vigas y cuartones), con cubierta de lámina galvanizada sobre la cual está apoyada la teja de barro cocido.
El crucero (capillas) está cubierto por una bóveda de cañón corrido y al centro de la bóveda se eleva una cúpula de sección octagonal.
La planta arquitectónica es una cruz latina, con nave central cuyo cielo falso es una bóveda de cañón elaborada en madera machihembrada, dos naves laterales, dos capillas, crucero y altar mayor.
Las columnas que soportan la nave en el altar mayor prevalece la línea curva del estilo barroco, columnas salomónicas y detal les ornamentales propios de este estilo.

## Advocación
La exaltación y culto a la Santísima Virgen María de los Pobres en Zacatecoluca se remontan a 1840, cuando un rayo en seco prendió fuego a un rancho y se temía que se quemara toda la villa. “El pueblo, llorando, a gritos pedía a la Santísima Virgen que apagara el fuego”.  El milagro se hizo, una torrencial lluvia comenzó a caer y se apagó el incendio. Era el 15 de agosto de 1840,festividad de la Virgen del Tránsito.
Ese día, fraile Félix Castro  pidió al pueblo que todos los años se le rindiera agradeciendo a María por tan grande milagro recibido. La fiesta prometida a María de los Pobres se fijó para el 26 de diciembre y hasta hoy ningún año ha dejado de celebrarse.  Esta es en breve la historia de las fiestas patronales del Departamento de La Paz a la Santísima Virgen María de los Pobres (Nuestra Señora de los Pobres).
Ha habido tres imágenes de la Virgen de los Pobres, la primera llegó en 1573 de Guatemala con las 40 familias españolas que fundaron Zacatecoluca.
La imagen era propiedad de la familia Yúdice e Hiterburúa, traída de España por el fray Rodrigo Lagrada en 1533. Esta imagen actualmente recibe culto como Virgen del Tránsito.
La segunda imagen se compró en Guatemala  con limosnas de los pueblos del departamento en 1825, a iniciativa de los hermanos Miguel y Benigno Yúdice.  Esta Imagen se quemó parcialmente, cuando feligreses prendieron candelas muy cerca de la imagen a mediados del siglo pasado.
Y la imagen que año con año se procesiona fue traída de Guatemala en  1850 por la familia Guirola.
En el año de 1854 la familia Guirola invitó a Monseñor Tomás Pineda y Zaldaña, segundo Obispo de El Salvador,  para la solemne bendición de la imagen en presencia del entonces Presidente la República general José María San Martín, acompañado de su esposa y otros miembros de su gabinete, así como de centenares de feligreses venidos de todo el país.
En esa ocasión el Obispo proclamó a la Virgen María de los Pobres (Nuestra Señora de los Pobres), Patrona del Departamento de La Paz y ordenó que su festividad fuera todos los 26 de diciembre.
En el centenario del milagro, 1940, el párroco Antonio Cubías Contreras invitó al Nuncio Apostólico que coronó a la Virgen de los Pobres ante los obispos de la Provincia Eclesial salvadoreña, sacerdotes y representantes del gobierno, civiles y militares, y miles de devotos de la Santísima Virgen María de los Pobres (Nuestra Señora de los Pobres).
Con motivo del centenario del milagro, el padre Rafael Claros, compuso la letra del Himno a la  Virgen de los Pobres y el artista nacional,  Domingo Santos Umaña la música.
Otros homenajes a la Patrona del Departamento han sido por el Fray Rufino Bugitti quién con la ayuda popular en 1961 levantó la Capilla a la Virgen y luego levantó la monumental fachada de la hoy Catedral.
El franciscano Alejandro Vantin, en 1975  compuso e imprimió una Novena a Nuestra  Señora de los  Pobres.
Merece destacarse también el homenaje del escultor viroleño Camilo Bonilla, residente en la ciudad de Kobe, Japón, que donó a la ciudad la escultura de la Nuestra Señora de los Pobres empotrada en el nicho de la fachada de Catedral. La estatua de Nuestra Señora de los Pobres está hecha de mármol solidificado con resinas, reforzado con fibra de carbón y arras de acero.
Bonilla cuenta que trabajó por tres años, todos los fines  de semana y en su tiempo libre hasta concluirla en 1997, dando gracias a Dios y con la esperanza de que Zacatecoluca y El Salvador tengan paz y progreso. Bonilla y la Virgen llegaron desde Japón. La obra fue develada y bendecida el 27 de diciembre de 1997.
Pero lo realmente grande de la devoción a Nuestra Señora de los Pobres hay que medirlo por la fe popular que se ha trasmitido de generación en generación. Si pudiéramos contabilizar esos miles y miles de “casos”,  los cartelitos puestos en su camarín por piadosos dando gracias a la Virgen por “favores recibidos”;  los descalzos y amarrados de la cabeza en su procesión como penitencia, los miles de velas encendidas por años, cada 26 de diciembre, por  promesas hechas a la Patrona; los centenares de trajes obsequiados a la Virgen para que vista como Reina el día de su procesión; el esmero de las Mayordomías para que el “carro” de la Virgen sea mejor que el año anterior; ese ejército de hombres que desde hace tiempo cargan a la Virgen en su recorrido por la ciudad, etc., esa es la fe a la Patrona Nuestra Señora de los Pobres que traspasa fronteras departamentales pues a su procesión llegan peregrinos de todo el país.